# Thricops rufisquamus
Thricops rufisquamus är en tvåvingeart som först beskrevs av Johann Andreas Schnabl 1915.  Thricops rufisquamus ingår i släktet Thricops och familjen husflugor. Arten är reproducerande i Sverige. Inga underarter finns listade i Catalogue of Life.